# 吉田友昭
吉田 友昭（よしだ ともあき、1983年2月10日 - ）は日本のクラシック音楽のピアニスト。所属事務所はヤマハミュージックエンタテインメントホールディングス。

## 経歴
1983年北海道生まれ。4歳からヤマハ音楽教室でピアノを始める。ヤマハでは三角祥子、その後札幌コンセルヴァトワールの宮澤功行、田中宏明に師事。2001年北海道札幌東高等学校卒業、東京芸大に入学し、渡辺健二、青柳晋に師事。2003年同大を中退し、フランス・パリ国立高等音楽院に入学。ミシェル・ベロフ、エリック・ル・サージュに師事。2007年同音楽院を1等賞の成績で卒業、同時に室内楽科も卒業。2009年イタリア・ローマ国立サンタ・チェチーリア国立アカデミアに入学。セルジオ・ペルティカローリに師事。2011年同音楽院を審査員満場一致の最優秀の成績で卒業。この年より3年間ロームミュージックファンデーション奨学生。2012年オーストリア・ザルツブルクモーツァルテウム音楽大学に入学。パヴェル・ギリロフに師事。2015年活動の拠点を日本に移し、東京音楽大学講師として後進の指導にあたる。

## 受賞歴
- 1999年 - 第53回全日本学生音楽コンクール北海道大会高校の部第1位 (日本)
- 2005年 - ピアノ・キャンパス第2位 (フランス)
- 2007年 - 国際ピアノコンクール・ハエン賞第3位、スペイン作品最優秀演奏者賞 (スペイン)
- 2007年 - ヴィエトリ・スル・マーレ・コスタ・アマルフィタナ国際ピアノコンクール第2位 (イタリア)
- 2008年 - アレッサンドロ・カーサグランデ国際ピアノコンクールカサグランデ作品特別賞 (イタリア)
- 2009年 - ベオグラード青少年国際音楽コンクールピアノ部門ファイナリスト (セルビア)
- 2009年 - サン・ニコラ・ディ・バーリ国際ピアノコンクール第3位 (イタリア)
- 2010年 - マリア・カラス・グランプリピアノ部門1位なし2位 (ギリシャ)
- 2010年 - 第79回日本音楽コンクールピアノ部門第1位[3][4][注釈 1]。野村賞、井口賞、河合賞、三宅賞、岩谷賞（聴衆賞）を併せて受賞。 (日本)
- 2012年 - シドニー国際ピアノコンクールBest Mozart performance特別賞(オーストラリア)
- 2013年 - マリア・カナルス・バルセロナ国際音楽演奏コンクールピアノ部門にて第2位、聴衆賞 (スペイン)
- 2013年 - バレンシア国際ピアノコンクール・イトゥルビ賞で日本人初優勝、聴衆賞 (スペイン)